# 卡拉坎德村
卡拉坎德村（波斯語：‎），是伊朗東亞塞拜然省馬拉蓋縣萨拉茹區南薩拉茹鄉的一个村落。2006年人口普查顯示卡拉坎德村人口为257人，分布於56个家庭中。